# مصطفى عبد العزيز إدريس
مصطفى عبد العزيز إدريس (1956–17 أبريل 2018) هو نائب رئيس تحرير صحيفة عكاظ، ورئيس قسم المجتمع بجريدة الوطن وكاتب وصحفي سعودي راحل، تتلمذ على يد كبار الصحفيين العرب على رأسهم مصطفى أمين له العديد من الكتابات الصحفية الاجتماعية المميزة وهو مكتشف الكاتب والروائي السعودي عبده خال، تتلمذ على يده العديد من الصحفين.

## حياته ونشأته
وُلد الصحفي الراحل مصطفى عبدالعزيز إدريس في مدينة الطائف سنة 1956، نشأ على حب كتب القصة القصيرة في بداياته، تألق اسمه في عكاظ وكان علامة بارزة في الصحافة السعودية خلال الثمانينات من القرن العشرين، عمل في صحفية الوطن بعيد تأسيسها، أشتهر بدعمه وتشجيعه الناشئة في الصحافة، وصفه قينان الغامدي بـ«أعظم صحفي سعودي».
زوجته الدكتورة نورة النهاري.

## مسيرته
يعود له فضل تأسيس صحيفة عكاظ الذي عاش بها من 1985 حتى 2000.

## وفاته

### حادثة
أثناء سيره في حين أحد شوارع جدة سنة 2011، صدم بسيارة مسرعة، أدت إلي كسور مضاعفة، ما استدعى نقله لغرفة وحدة العناية المركزة، في مستشفى الملك فهد، ثم نقل إلى مستشفى الملك خالد للحرس الوطني بجدة.

### وفاته
توفي في مستشفى الملك خالد للحرس الوطني بجدة متاثر بجراحه في 17 من شهرأبريل سنة 2018، وأديت الصلاة عليه في جامع الراجحي.